# Pi Tucanae
Pi Tucanae (π Tuc, förkortat Pi Tuc, π Tuc) som är stjärnans Bayerbeteckning, är en dubbelstjärna belägen i den mellersta delen av stjärnbilden Tukanen. Den har en kombinerad skenbar magnitud på 5,49 och är synlig för blotta ögat där ljusföroreningar ej förekommer. Baserat på parallaxmätning inom Hipparcosuppdraget på ca 10,3 mas, beräknas den befinna sig på ett avstånd på ca 318 ljusår (ca 98 parsek) från solen.

## Egenskaper
Primärstjärnan Pi Tucanae A är en blå till vit stjärna i huvudserien av spektralklass B9 V.. Den har en massa som är ca 2,8 gånger större än solens massa, en radie som är ca 2,7 gånger större än solens och utsänder från dess fotosfär ca 59 gånger mera energi än solen vid en effektiv temperatur av ca 11 400 K. 
Pi Tucanae A har en närliggande visuell följeslagare, Pi Tucanae B, men de två stjärnorna utgör eventuellt inte ett fysiskt par. Följeslagaren har en K-bandstorlek på 10,1 och är en källa till röntgenstrålning. Den har en massa som är ca 60 procent av solens massa och endast 6,3 procent av solens ljusstyrka, med en effektiv temperatur på 3 890 K. Paret har en vinkelseparation på 2,28 bågsekunder vid en positionsvinkel på 211,4°, vilket motsvarar en projicerad separation av 214,1 AE.